# Paušinci
Paušinci falu Horvátországban Verőce-Drávamente megyében. Közigazgatásilag Csacsincéhez tartozik.

## Fekvése
Verőcétől légvonalban 46, közúton 57 km-re délkeletre, községközpontjától légvonalban 4, közúton 6 km-re északkeletre, Szlavónia középső részén, a Drávamenti-síkságon fekszik.

## Története
A 19. század végén erdőirtással keletkezett Csacsince északi, Paušince nevű határrészén, a raholcai uradalom területén. Birtokosa a Mihalovich család a Dél-Dunántúltól magyarokkal és a környező falvakból származó horvátokkal telepítette be. 1910-ben 83 lakosa volt. 1910-ben a népszámlálás adatai szerint lakosságának 49%-a magyar, 41%-a horvát, 10%-a szerb anyanyelvű volt. Verőce vármegye Nekcsei járásának része volt. Az első világháború után 1918-ban az új szerb-horvát-szlovén állam, majd később (1929-ben) Jugoszlávia része lett. Az 1920-as években, majd a második világháború után nagyszámú horvát család települt be. A magyar lakosság maradékait a háború idején a partizánok üldözték el. 1991-ben lakosságának 89%-a horvát, 6%-a szerb nemzetiségű volt. 2011-ben 168 lakosa volt.

## Lakossága
| Lakosság változása | Lakosság változása | Lakosság változása | Lakosság változása | Lakosság változása | Lakosság változása | Lakosság változása | Lakosság változása | Lakosság változása | Lakosság változása | Lakosság változása | Lakosság változása | Lakosság változása | Lakosság változása | Lakosság változása | Lakosság változása |
| ------------------ | ------------------ | ------------------ | ------------------ | ------------------ | ------------------ | ------------------ | ------------------ | ------------------ | ------------------ | ------------------ | ------------------ | ------------------ | ------------------ | ------------------ | ------------------ |
| 1857               | 1869               | 1880               | 1890               | 1900               | 1910               | 1921               | 1931               | 1948               | 1953               | 1961               | 1971               | 1981               | 1991               | 2001               | 2011               |
| 0                  | 0                  | 0                  | 0                  | 0                  | 83                 | 71                 | 272                | 400                | 457                | 471                | 360                | 283                | 256                | 217                | 168                |

(1910-től településrész, 1948-tól önálló településként.)